# SugarCRM
SugarCRM è un'azienda che produce software con sede a Cupertino, in California. Sono i produttori della web-application SugarUX®, che è una applicazione web per la gestione del customer relationship management (CRM) disponibile in 4 versioni:
1. CE, gratuita, coperta da licenza GPL v3
2. PROFESSIONAL, ENTERPRISE ed ULTIMATE, a pagamento, coperta da licenza proprietaria (ma sempre open source), comprensiva di supporto e servizio SAAS.

Il software è installabile on site oppure fruibile con la modalità SAAS.
Forrester Research lo pone nelle proprie analisi tra i software leader di mercato, al pari di salesforce.com e altri.